# FINLAY-FR-2
FINLAY-FR-2は、キューバの疫学研究機関であるFinlayInstituteによって臨床試験中のCOVID-19ワクチンである。

## 概要
キューバが国内の専門家を動員して開発を進める。主に開発途上国への配布を予定する。

## 開発の経緯
2020年10月に開発が開始された。

## 技術
結合型ワクチンである。

## 有効性
2021年3月時点では臨床試験段階のため不明。